# Campionato europeo di pallanuoto 2024 (maschile)
Il campionato europeo di pallanuoto 2024 è stata la 36ª edizione del torneo e si è svolta dal 4 al 16 gennaio 2024. Originariamente previsto a Netanya, in Israele, è stato successivamente spostato a Ragusa e Zagabria, in Croazia, per ragioni di sicurezza in seguito allo scoppio della guerra Hamas-Israele del 2023.

## Formula
Per la prima volta le 16 squadre partecipanti sono state divise in due divisioni, organizzate a seconda dei risultati della precedente edizione e delle qualificazioni. Le migliori otto squadre sono state inserite nella prima divisione, mentre le altre otto nella seconda divisione. Entrambe le divisioni sono strutturate in due gironi da quattro squadre. Le prime due classificate dei gruppi della prima divisione si qualificano ai quarti di finale mentre le altre 2 squadre disputano dei play-off contro le prime due classificate dei gruppi della seconda divisione.

## Squadre partecipanti
Sono state ammesse di diritto alla fase finale le seguenti nazionali:
- Israele, paese ospitante[2]
- Croazia, vincitrice dell'Europeo 2022
- Ungheria, 2ª classificata all'Europeo 2022
- Spagna, 3ª classificata all'Europeo 2022
- Italia, 4ª classificata all'Europeo 2022
- Grecia, 5ª classificata all'Europeo 2022
- Francia, 6ª classificata all'Europeo 2022
- Montenegro, 7ª classificata all'Europeo 2022
- Georgia, 8ª classificata all'Europeo 2022

Gli altri sette posti disponibili sono stati assegnati tramite le qualificazioni.

- Paesi Bassi
- Germania
- Serbia
- Romania
- Slovenia
- Malta
- Slovacchia

## Sorteggio
Il sorteggio dei gruppi si è tenuto il 12 settembre 2023 a Netanya.

### Gruppi

#### Divisione 1
| Gruppo A                          | Gruppo B                       |
| --------------------------------- | ------------------------------ |
| Montenegro Spagna Francia Croazia | Georgia Ungheria Italia Grecia |

#### Divisione 2
| Gruppo C                      | Gruppo D                                |
| ----------------------------- | --------------------------------------- |
| Serbia Germania Israele Malta | Slovacchia Paesi Bassi Slovenia Romania |

## Fase preliminare

### Divisione 1

#### Gruppo A
| Pos. | Squadra    | Pt | G | V | VR | PR | P | GF | GS | DR |
| ---- | ---------- | -- | - | - | -- | -- | - | -- | -- | -- |
| 1.   | Spagna     | 7  | 3 | 2 | 0  | 1  | 0 | 32 | 27 | +5 |
| 2.   | Croazia    | 6  | 3 | 1 | 1  | 1  | 0 | 32 | 27 | +5 |
| 3.   | Montenegro | 4  | 3 | 0 | 2  | 0  | 1 | 33 | 35 | -2 |
| 4.   | Francia    | 1  | 3 | 0 | 0  | 1  | 2 | 23 | 31 | -8 |

| Sede   | Data     | Ora   | Gara       | Gara                 | Gara    |
| ------ | -------- | ----- | ---------- | -------------------- | ------- |
| Ragusa | 04-01-24 | 17:00 | Montenegro | 10-10 (20-19 d.t.r.) | Francia |
| Ragusa | 04-01-24 | 20:15 | Spagna     | 9-9 (12-14 d.t.r.)   | Croazia |
| Ragusa | 06-01-24 | 17:45 | Montenegro | 12-14                | Spagna  |
| Ragusa | 06-01-24 | 20:15 | Croazia    | 12-7                 | Francia |
| Ragusa | 08-01-24 | 17:45 | Spagna     | 9-6                  | Francia |
| Ragusa | 08-01-24 | 20:15 | Montenegro | 11-11 (15-13 d.t.r.) | Croazia |

### Gruppo B
| Pos. | Squadra  | Pt | G | V | VR | PR | P | GF | GS | DR  |
| ---- | -------- | -- | - | - | -- | -- | - | -- | -- | --- |
| 1.   | Ungheria | 6  | 3 | 2 | 0  | 0  | 1 | 33 | 26 | +7  |
| 2.   | Italia   | 6  | 3 | 2 | 0  | 0  | 1 | 42 | 23 | +19 |
| 3.   | Grecia   | 6  | 3 | 2 | 0  | 0  | 1 | 36 | 32 | +4  |
| 4.   | Georgia  | 0  | 3 | 0 | 0  | 0  | 3 | 25 | 55 | -30 |

| Sede     | Data     | Ora   | Gara     | Gara  | Gara     |
| -------- | -------- | ----- | -------- | ----- | -------- |
| Zagabria | 04-01-24 | 17:00 | Georgia  | 5-22  | Italia   |
| Zagabria | 04-01-24 | 19:00 | Ungheria | 8-10  | Grecia   |
| Zagabria | 06-01-24 | 17:00 | Georgia  | 11-15 | Ungheria |
| Zagabria | 06-01-24 | 19:00 | Grecia   | 8-15  | Italia   |
| Zagabria | 08-01-24 | 17:00 | Georgia  | 9-18  | Grecia   |
| Zagabria | 08-01-24 | 19:00 | Ungheria | 10-5  | Italia   |

### Divisione 2

#### Gruppo C
| Pos. | Squadra  | Pt | G | V | N | P | GF | GS | DR  |
| ---- | -------- | -- | - | - | - | - | -- | -- | --- |
| 1.   | Serbia   | 9  | 3 | 3 | 0 | 0 | 57 | 11 | +46 |
| 2.   | Germania | 6  | 3 | 2 | 0 | 1 | 38 | 35 | +3  |
| 3.   | Malta    | 3  | 3 | 1 | 0 | 2 | 30 | 50 | -20 |
| 4.   | Israele  | 0  | 3 | 0 | 0 | 3 | 20 | 49 | -29 |

| Sede     | Data     | Ora   | Gara     | Gara  | Gara     |
| -------- | -------- | ----- | -------- | ----- | -------- |
| Zagabria | 05-01-24 | 17:00 | Serbia   | 22-1  | Israele  |
| Zagabria | 05-01-24 | 19:00 | Germania | 18-13 | Malta    |
| Zagabria | 07-01-24 | 17:00 | Malta    | 13-11 | Israele  |
| Zagabria | 07-01-24 | 19:00 | Serbia   | 14-6  | Germania |
| Zagabria | 09-01-24 | 17:00 | Germania | 14-8  | Israele  |
| Zagabria | 09-01-24 | 19:00 | Serbia   | 21-4  | Malta    |

#### Gruppo D
| Pos. | Squadra     | Pt | G | V | N | P | GF | GS | DR  |
| ---- | ----------- | -- | - | - | - | - | -- | -- | --- |
| 1.   | Romania     | 9  | 3 | 3 | 0 | 0 | 33 | 20 | +13 |
| 2.   | Paesi Bassi | 6  | 3 | 2 | 0 | 1 | 48 | 25 | +23 |
| 3.   | Slovacchia  | 3  | 3 | 1 | 0 | 2 | 24 | 32 | -8  |
| 4.   | Slovenia    | 0  | 2 | 0 | 0 | 2 | 19 | 47 | -28 |

| Sede   | Data     | Ora   | Gara        | Gara | Gara        |
| ------ | -------- | ----- | ----------- | ---- | ----------- |
| Ragusa | 05-01-24 | 17:45 | Slovacchia  | 11-7 | Slovenia    |
| Ragusa | 05-01-24 | 20:15 | Paesi Bassi | 8-12 | Romania     |
| Ragusa | 07-01-24 | 17:45 | Romania     | 13-5 | Slovenia    |
| Ragusa | 07-01-24 | 20:15 | Slovacchia  | 6-17 | Paesi Bassi |
| Ragusa | 09-01-24 | 17:45 | Slovacchia  | 7-8  | Romania     |
| Ragusa | 09-01-24 | 20:15 | Paesi Bassi | 23-7 | Slovenia    |

Legenda:
      Qualificate direttamente ai quarti di finale.
      Qualificate ai play-off per l'accesso ai quarti di finale.
      Qualificate al percorso per i piazzamenti dal 13º al 16º posto.

## Fase ad eliminazione diretta
Tutte le partite del tabellone principale e quelle per i piazzamenti da quinto all'ottavo si disputano a Zagabria, mentre quelle per i piazzamenti dal nono posto in poi si disputano a Ragusa
|  | Play-offs        | Play-offs        |                  |        | Quarti di finale | Quarti di finale |   |  | Semifinali | Semifinali |  |  | Finale 1º posto | Finale 1º posto |
|  |                  |                  |                  |        |                  |                  |   |  |            |            |  |  |                 |                 |
|  |                  |                  |                  |        |                  |                  |   |  |            |            |  |  |                 |                 |
|  |                  |                  |                  |        |                  |                  |   |  |            |            |  |  |                 |                 |
|  |                  |                  |                  |        |                  |                  |   |  |            |            |  |  |                 |                 |
|  | 12-01-24 - 16:30 |                  |                  |        |                  |                  |   |  |            |            |  |  |                 |                 |
|  |                  |                  |                  |        |                  |                  |   |  |            |            |  |  |                 |                 |
|  | 1A Spagna        | 24               |                  |        |                  |                  |   |  |            |            |  |  |                 |                 |
|  | 1A Spagna        | 24               | 11-01-24 - 17:00 |        |                  |                  |   |  |            |            |  |  |                 |                 |
|  |                  |                  | 1D Romania       | 7      |                  |                  |   |  |            |            |  |  |                 |                 |
|  | 4B Georgia       | 11               | 1D Romania       | 7      |                  |                  |   |  |            |            |  |  |                 |                 |
|  | 4B Georgia       | 11               | 14-01-24 - 16:30 |        |                  |                  |   |  |            |            |  |  |                 |                 |
|  | 1D Romania       | 18               |                  |        |                  |                  |   |  |            |            |  |  |                 |                 |
|  | 1D Romania       | 18               | Spagna           | 7      |                  |                  |   |  |            |            |  |  |                 |                 |
|  |                  |                  | Spagna           | 7      |                  |                  |   |  |            |            |  |  |                 |                 |
|  |                  | Italia           | 4                |        |                  |                  |   |  |            |            |  |  |                 |                 |
|  |                  | Italia           | 4                |        |                  |                  |   |  |            |            |  |  |                 |                 |
|  | 12-01-24 - 20:15 |                  |                  |        |                  |                  |   |  |            |            |  |  |                 |                 |
|  |                  |                  |                  |        |                  |                  |   |  |            |            |  |  |                 |                 |
|  | 2B Italia        | 14               |                  |        |                  |                  |   |  |            |            |  |  |                 |                 |
|  | 2B Italia        | 14               | 10-01-24 - 20:15 |        |                  |                  |   |  |            |            |  |  |                 |                 |
|  |                  |                  | 3A Montenegro    | 8      |                  |                  |   |  |            |            |  |  |                 |                 |
|  | 3A Montenegro    | 10               | 3A Montenegro    | 8      |                  |                  |   |  |            |            |  |  |                 |                 |
|  | 3A Montenegro    | 10               | 16-01-24 - 20:15 |        |                  |                  |   |  |            |            |  |  |                 |                 |
|  | 2C Germania      | 5                |                  |        |                  |                  |   |  |            |            |  |  |                 |                 |
|  | 2C Germania      | 5                | Spagna           | 11     |                  |                  |   |  |            |            |  |  |                 |                 |
|  |                  |                  | Spagna           | 11     |                  |                  |   |  |            |            |  |  |                 |                 |
|  |                  | Croazia          | 10               |        |                  |                  |   |  |            |            |  |  |                 |                 |
|  |                  | Croazia          | 10               |        |                  |                  |   |  |            |            |  |  |                 |                 |
|  | 12-01-24 - 15:00 |                  |                  |        |                  |                  |   |  |            |            |  |  |                 |                 |
|  |                  |                  |                  |        |                  |                  |   |  |            |            |  |  |                 |                 |
|  | 1B Ungheria      | 10 (5)           |                  |        |                  |                  |   |  |            |            |  |  |                 |                 |
|  | 1B Ungheria      | 10 (5)           | 10-01-24 - 18:30 |        |                  |                  |   |  |            |            |  |  |                 |                 |
|  |                  |                  | 1C Serbia        | 10 (4) |                  |                  |   |  |            |            |  |  |                 |                 |
|  | 4A Francia       | 10               | 1C Serbia        | 10 (4) |                  |                  |   |  |            |            |  |  |                 |                 |
|  | 4A Francia       | 10               | 14-01-24 - 18:30 |        |                  |                  |   |  |            |            |  |  |                 |                 |
|  | 1C Serbia        | 14               |                  |        |                  |                  |   |  |            |            |  |  |                 |                 |
|  | 1C Serbia        | 14               | Ungheria         | 8      |                  |                  |   |  |            |            |  |  |                 |                 |
|  |                  |                  | Ungheria         | 8      |                  |                  |   |  |            |            |  |  |                 |                 |
|  |                  | Croazia          | 11               |        | Finale 3º posto  | Finale 3º posto  |   |  |            |            |  |  |                 |                 |
|  |                  | Croazia          | 11               |        | Finale 3º posto  | Finale 3º posto  |   |  |            |            |  |  |                 |                 |
|  | 12-01-24 - 18:30 | 12-01-24 - 18:30 |                  |        | 16-01-24 - 16:30 | 16-01-24 - 16:30 |   |  |            |            |  |  |                 |                 |
|  | 12-01-24 - 18:30 | 12-01-24 - 18:30 |                  |        | 16-01-24 - 16:30 | 16-01-24 - 16:30 |   |  |            |            |  |  |                 |                 |
|  | 2A Croazia       | 13               | Italia           | 12     |                  |                  |   |  |            |            |  |  |                 |                 |
|  | 2A Croazia       | 13               | Italia           | 12     | 11-01-24 - 19:00 |                  |   |  |            |            |  |  |                 |                 |
|  |                  |                  | 3B Grecia        | 8      |                  | Ungheria         | 7 |  |            |            |  |  |                 |                 |
|  | 3B Grecia        | 15               | 3B Grecia        | 8      |                  | Ungheria         | 7 |  |            |            |  |  |                 |                 |
|  | 3B Grecia        | 15               |                  |        |                  |                  |   |  |            |            |  |  |                 |                 |
|  | 2D Paesi Bassi   | 10               |                  |        |                  |                  |   |  |            |            |  |  |                 |                 |
|  | 2D Paesi Bassi   | 10               |                  |        |                  |                  |   |  |            |            |  |  |                 |                 |

|  | 5º-8º posto      | 5º-8º posto |                  |    | Finale 5º posto | Finale 5º posto |
|  |                  |             |                  |    |                 |                 |
|  | 14-01-24 - 20:15 |             |                  |    |                 |                 |
|  |                  |             |                  |    |                 |                 |
|  | Romania          | 11          |                  |    |                 |                 |
|  | Romania          | 11          | 16-01-24 - 18:30 |    |                 |                 |
|  | Montenegro       | 18          |                  |    |                 |                 |
|  | Montenegro       | 18          | Montenegro       | 10 |                 |                 |
|  | 14-01-24 - 15:00 |             | Montenegro       | 10 |                 |                 |
|  |                  | Grecia      | 15               |    |                 |                 |
|  | Serbia           | Grecia      | 15               | 10 |                 |                 |
|  | Serbia           |             |                  | 10 |                 |                 |
|  | Grecia           | 12          |                  |    |                 |                 |
|  | Grecia           | 12          | Finale 7º posto  |    |                 |                 |
|  |                  |             |                  |    |                 |                 |
|  | 16-01-24 - 15:00 |             |                  |    |                 |                 |
|  |                  |             |                  |    |                 |                 |
|  | Romania          | 7           |                  |    |                 |                 |
|  | Romania          | 7           |                  |    |                 |                 |
|  | Serbia           | 18          |                  |    |                 |                 |

|  | 9º-12º posto     | 9º-12º posto |                  |    | Finale 9º posto | Finale 9º posto |
|  |                  |              |                  |    |                 |                 |
|  | 13-01-24 - 18:00 |              |                  |    |                 |                 |
|  |                  |              |                  |    |                 |                 |
|  | Georgia          | 15           |                  |    |                 |                 |
|  | Georgia          | 15           | 15-01-24 - 20:15 |    |                 |                 |
|  | Germania         | 10           |                  |    |                 |                 |
|  | Germania         | 10           | Georgia          | 6  |                 |                 |
|  | 13-01-24 - 15:45 |              | Georgia          | 6  |                 |                 |
|  |                  | Francia      | 12               |    |                 |                 |
|  | Francia          | Francia      | 12               | 16 |                 |                 |
|  | Francia          |              |                  | 16 |                 |                 |
|  | Paesi Bassi      | 9            |                  |    |                 |                 |
|  | Paesi Bassi      | 9            | Finale 11º posto |    |                 |                 |
|  |                  |              |                  |    |                 |                 |
|  | 15-01-24 - 17:45 |              |                  |    |                 |                 |
|  |                  |              |                  |    |                 |                 |
|  | Germania         | 10           |                  |    |                 |                 |
|  | Germania         | 10           |                  |    |                 |                 |
|  | Paesi Bassi      | 16           |                  |    |                 |                 |

|  | 13º-16º posto    | 13º-16º posto |                  |    | Finale 13º posto | Finale 13º posto |
|  |                  |               |                  |    |                  |                  |
|  | 11-01-24 - 17:45 |               |                  |    |                  |                  |
|  |                  |               |                  |    |                  |                  |
|  | 3D Slovacchia    | 15            |                  |    |                  |                  |
|  | 3D Slovacchia    | 15            | 13-01-24 - 13:30 |    |                  |                  |
|  | 4C Israele       | 9             |                  |    |                  |                  |
|  | 4C Israele       | 9             | Slovacchia       | 14 |                  |                  |
|  | 11-01-24 - 20:15 |               | Slovacchia       | 14 |                  |                  |
|  |                  | Slovenia      | 10               |    |                  |                  |
|  | 4D Slovenia      | Slovenia      | 10               | 10 |                  |                  |
|  | 4D Slovenia      |               |                  | 10 |                  |                  |
|  | 3C Malta         | 8             |                  |    |                  |                  |
|  | 3C Malta         | 8             | Finale 15º posto |    |                  |                  |
|  |                  |               |                  |    |                  |                  |
|  | 13-01-24 - 11:15 |               |                  |    |                  |                  |
|  |                  |               |                  |    |                  |                  |
|  | Israele          | 12 (4)        |                  |    |                  |                  |
|  | Israele          | 12 (4)        |                  |    |                  |                  |
|  | Malta            | 12 (5)        |                  |    |                  |                  |

## Classifica finale
| Pos. | Squadra     |
| ---- | ----------- |
|      | Spagna      |
|      | Croazia     |
|      | Italia      |
| 4    | Ungheria    |
| 5    | Grecia      |
| 6    | Montenegro  |
| 7    | Serbia      |
| 8    | Romania     |
| 9    | Francia     |
| 10   | Georgia     |
| 11   | Paesi Bassi |
| 12   | Germania    |
| 13   | Slovacchia  |
| 14   | Slovenia    |
| 15   | Malta       |
| 16   | Israele     |

|  | Qualificato per i Giochi della XXXIII olimpiade |